# مرگ و زندگی بابی زد
مرگ و زندگی بابی زد (به انگلیسی: The Death and Life of Bobby Z) فیلمی است محصول سال ۲۰۰۷ و به کارگردانی  جان هرتسفلداست. در این فیلم بازیگرانی همچون پل واکر، لارنس فیشبرن، اولیویا وایلد، جیسون لوئیس، خواکیم دی آلمیدا، جیسون فلمینگ، کیت کارادین، جیکوب بارگاس، مایکل بوون و جاش استوارت ایفای نقش کرده‌اند.